# Cinquième accord de paix en Centrafrique
 (février 2019).
Si vous disposez d'ouvrages ou d'articles de référence ou si vous connaissez des sites web de qualité traitant du thème abordé ici, merci de compléter l'article en donnant les références utiles à sa vérifiabilité et en les liant à la section « Notes et références ».
Le Cinquième accord de paix en Centrafrique plus connu sous le nom de Déclaration de N'djamena est un accord de paix signé le 18 avril 2013 à N'Djaména à l'occasion d'un sommet de la CEEAC auquel était présent le président sud-africain Jacob Zuma. L'organisation de ce sommet fait directement suite à la déstabilisation générée par le coup d'État du 24 mars 2013 qui a vu la destitution du président François Bozizé. Cet accord vise notamment à statuer sur la légitimité du nouveau président centrafricain Michel Djotodia en le contraignant à organiser des élections libres dans les 18 mois qui suivent son coup d'État.